# Fornole
Fornole (AFI: /ˈfornole/) è una frazione del comune di Amelia, in provincia di Terni.
Con 2000 abitanti è la frazione più grande del territorio comunale e della provincia di Terni.

## Storia
In epoca romana era nota come Castrum Fornoli, a causa dell'elevato numero di fornaci presenti dall'epoca romana ed utilizzate per la cottura di vasellame, mattoni e tegole.
A partire dal XV secolo entrò nella sfera di influenza di Amelia, che la impiegò come bastione di controllo contro l'espansione della città di Narni, fortificandone le mura e costruendo torri. A causa della sua posizione strategica, Fornole fu distrutta e ricostruita più volte nel corso dei secoli. Nel 1412, Braccio da Montone la occupò per conto di Ladislao I d'Angiò, re di Napoli. Nel 1413 venne semidistrutta da Paolo Orsini, inviato da papa Gregorio XII per riconquistare le terre perdute. Nel 1434 fu occupata e incendiata da Niccolò Piccinino, durante la sua guerra contro l'amerino Francesco Sforza. Infine, nel 1586 Amelia e Narni giunsero a un accordo, fissando i confini tra i loro territori proprio sul ponte romano di Fornole.

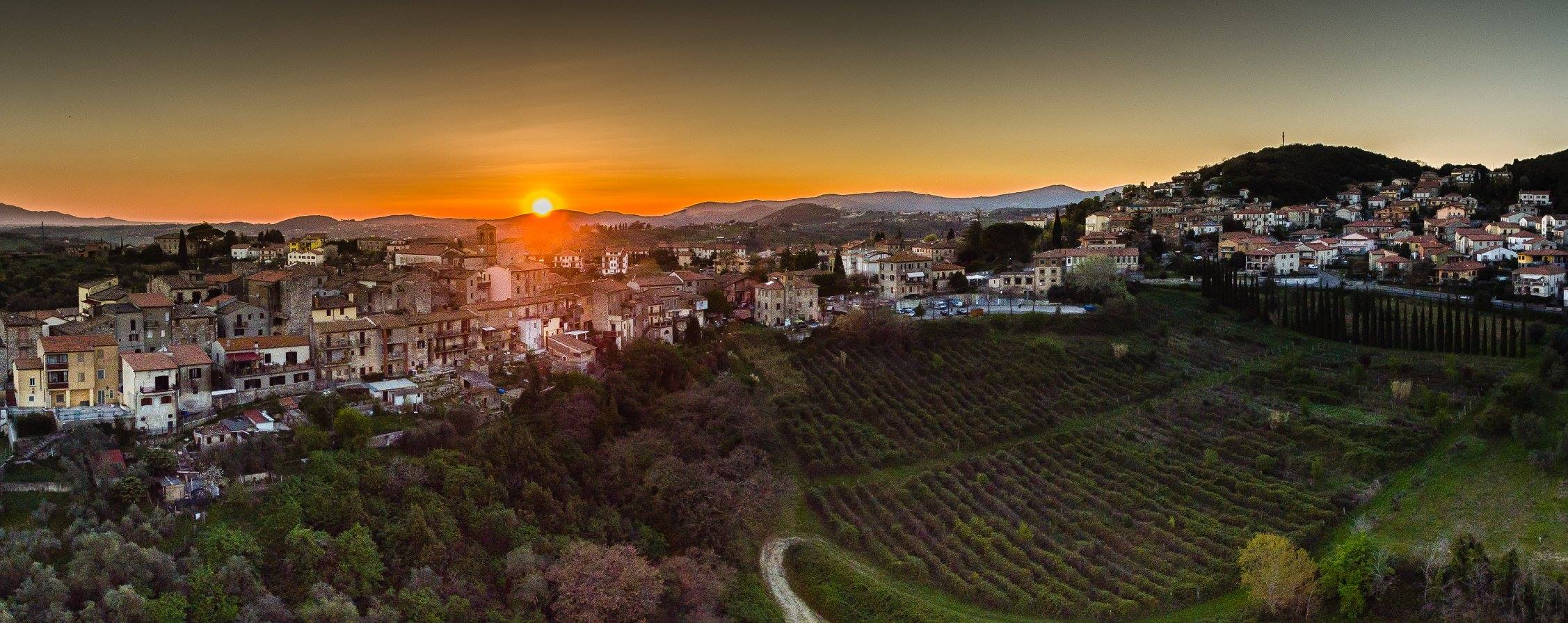
Veduta su fornole al tramonto

## Monte San Silvestro e la Leggenda del drago
Monte S. Silvestro è una prominente altura che domina il paese di Fornole. Su questo monte si sviluppa il "Parco San Silvestro" in cui sono presenti importanti reperti archeologici, tra cui un antico forno romano utilizzato per la cottura del vasellame, oltre alla chiesa di S. Silvestro, edificata nel XIV secolo. Nel parco si trovano anche un parco giochi, aree picnic, percorsi per il trekking, la pista del Ruzzolone (un tradizionale gioco locale), strutture ricettive, un bocciodromo e lo Stadio comunale "S. Silvestro".
Durante l'alto medioevo, il monte S. Silvestro sembra aver rivestito un ruolo strategico nella difesa del cosiddetto corridoio Bizantino, grazie alla presenza di una costruzione militare che vigilava sulla strada sottostante, l'attuale strada Amerina, che attraversa Fornole.

Sul monte sorge una piccola chiesa romanica dedicata a San Silvestro, al cui interno è presente un affresco raffigurante il santo che incatena un drago. Secondo la leggenda, un drago terrorizzava le campagne e il paese di Fornole, causando vittime e diffondendo paura tra gli abitanti. Tre cavalieri, Sant'Oreste, San Pancrazio e San Silvestro, si misero in cerca del mostro in tutto il territorio umbro-sabino. Fu San Silvestro, con astuzia, a riuscire a incatenarlo. In segno di gratitudine, gli abitanti dedicarono a lui la chiesa, che è ancora esistente. Sotto la chiesa si trova inoltre la "grotta del drago", luogo legato alla leggenda

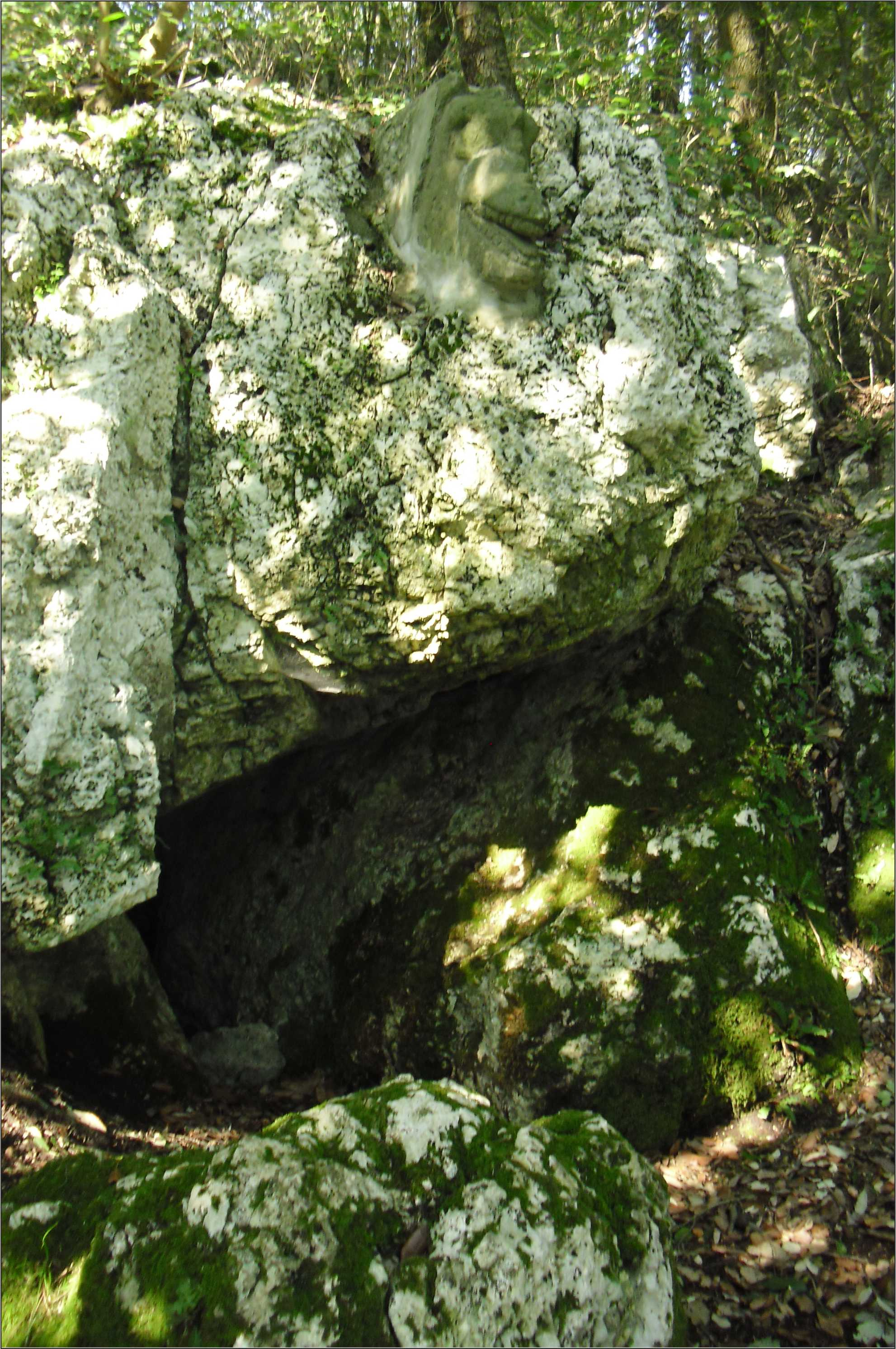
Grotta del drago

## Economia e manifestazioni
Fornole rappresenta uno dei maggiori centri industriali dell'amerino. Sono presenti numerose aziende metalmeccaniche e di meccanica di precisione. La produzione vitivinicola è sviluppata ed è rappresentata dalla maggior cantina del territorio amerino.
Nel paese sono presenti numerosi negozi, è tra centri più movimentati e in continua espansione del territorio grazie anche alla sua posizione che rimane vicino Amelia, Narni, Terni, E45, Orte, A1 collegamenti che rendono facilmente raggiungibili le città di Viterbo, Perugia e Roma.
Nel mese di maggio si svolge la Sagra dell'acciaccata, una pizza tipica del luogo, con stand e taverna. A luglio, invece, si svolge la sagra I sapori della Collina, seguita dalla Sagra del Piccionaccio, mentre i primi di settembre c'è Tutto in una Notte, notte bianca, nel resto dell'anno ci sono eventi nel periodo natalizio con luminarie e eventi a tema, Carnevale e il famoso Primo maggio a San Silvestro.
È punto tappa del Cammino di Germanico e di vari percorsi di trekking.

## I Rioni

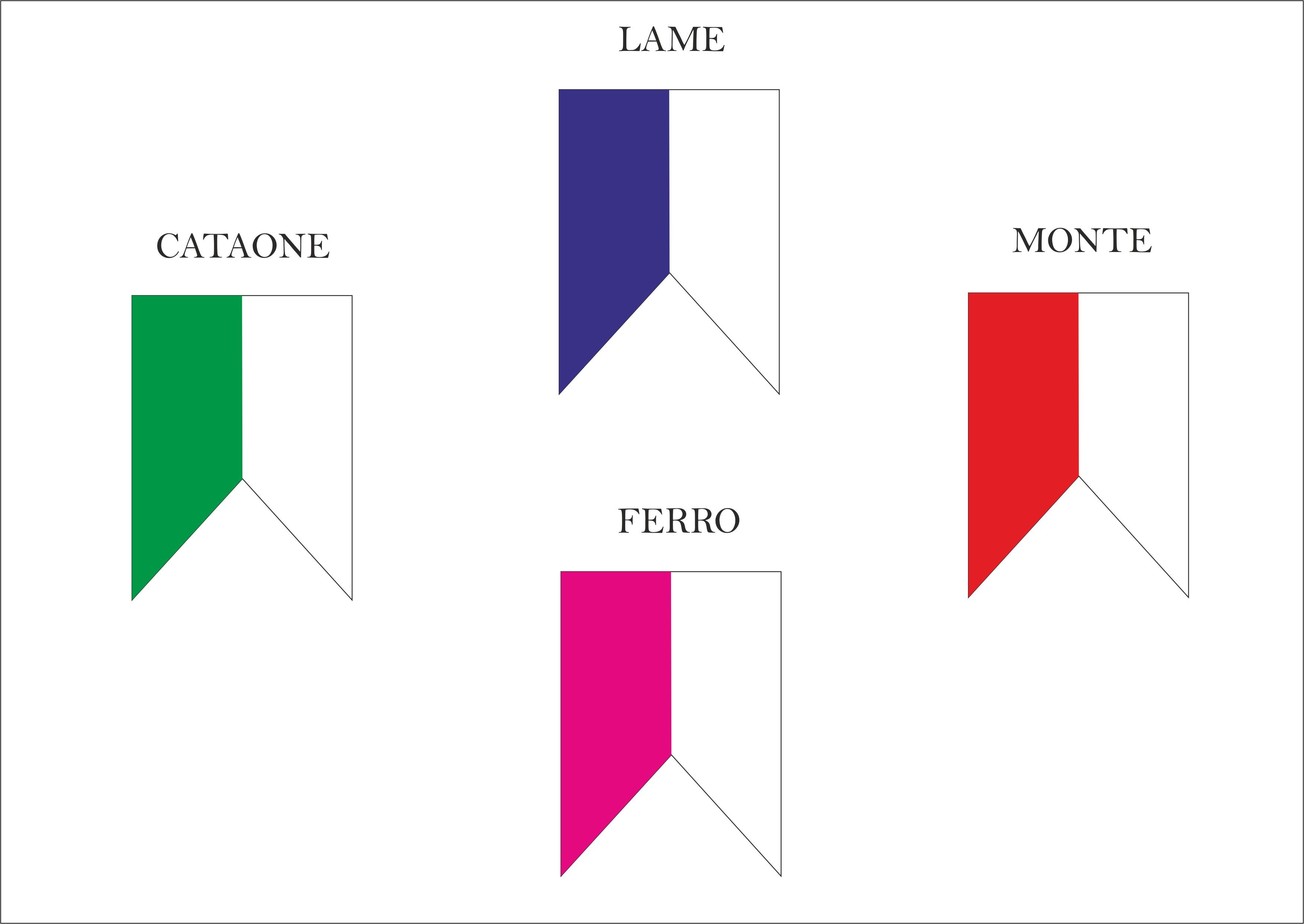
200x200px Fornole

Il paese di Fornole è suddiviso in quattro aree chiamate "Rioni", conosciuti come Lame, Monte, Ferro e Cataone. A partire dagli anni '70, si diffuse l'usanza di organizzare un torneo di calcio tra i quattro rioni presso il campo S. Silvestro, dando vita a una vivace rivalità sportiva tra le squadre. Questo torneo, divenuto una tradizione locale, perse però continuità nel corso degli anni fino a cessare del tutto.
Nel 2018, il torneo è stato ripristinato, riportando in vita lo spirito di competizione e il divertimento di un tempo. Oggi, il Torneo Rionale si svolge presso il campo delle scuole elementari tra la fine di maggio e l'inizio di giugno, in concomitanza con la festa del paese. L'evento è tornato a essere un momento di grande partecipazione, colorando il paese con entusiasmo, risate e una sana rivalità, proprio come avveniva in passato.

## Monumenti e luoghi d'interesse

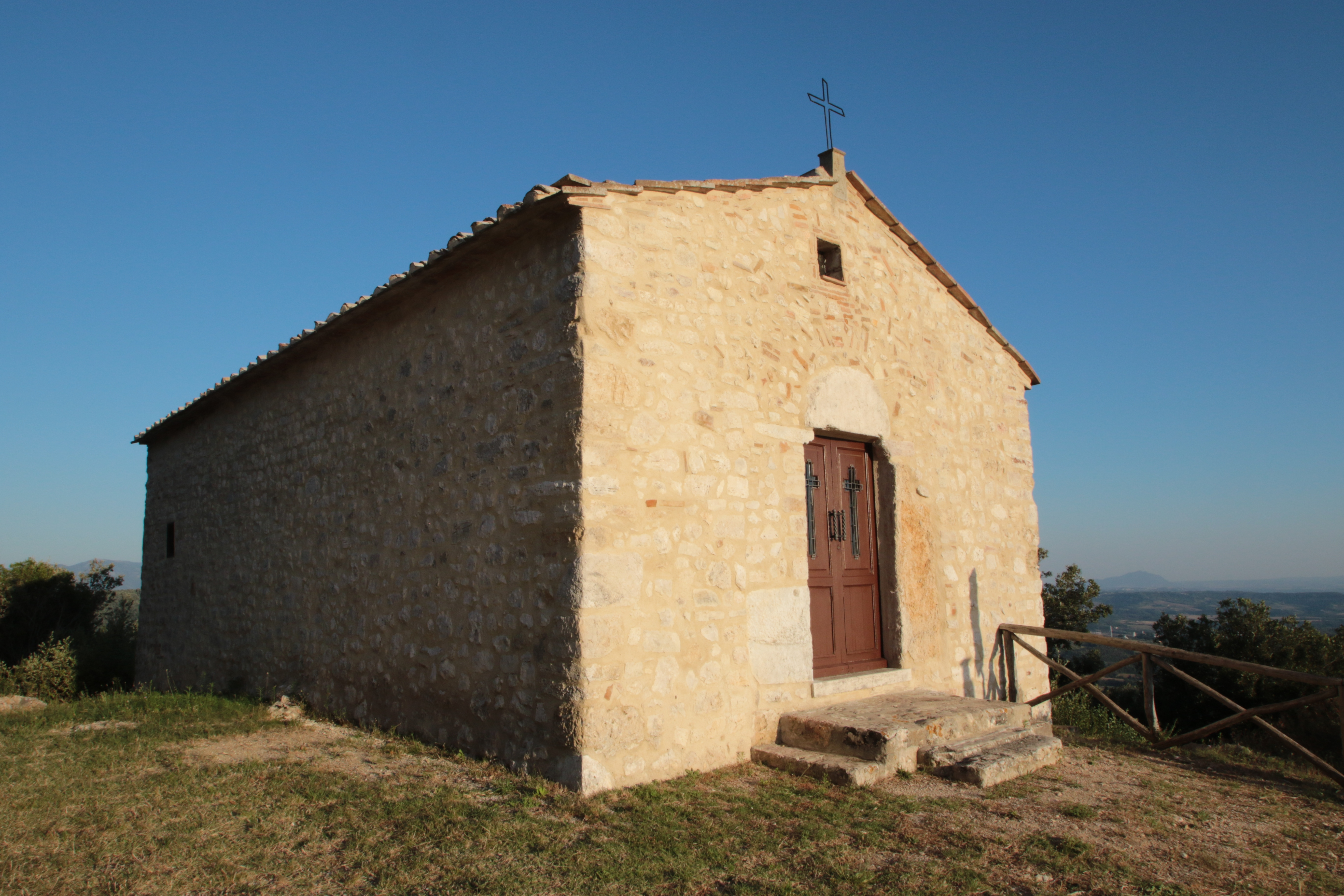
Chiesa di San Silvestro (1400 ca)

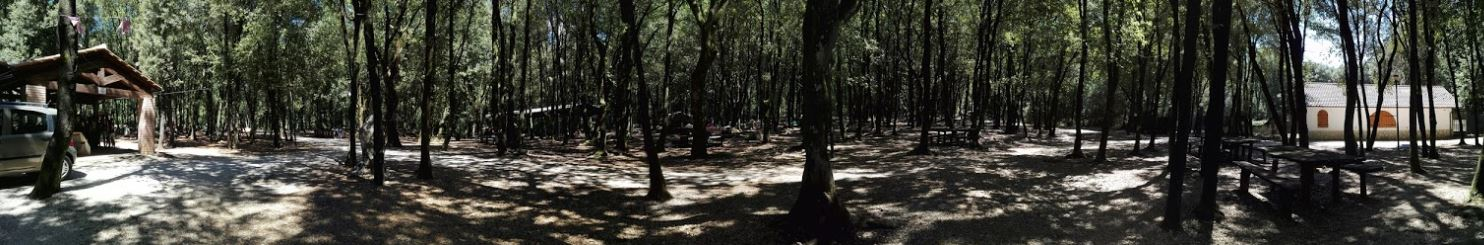
Parco San Silvestro

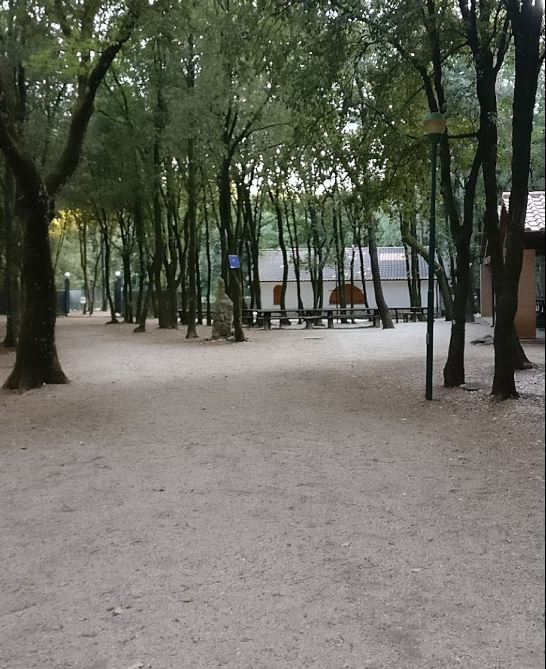
Parco San Silvestro

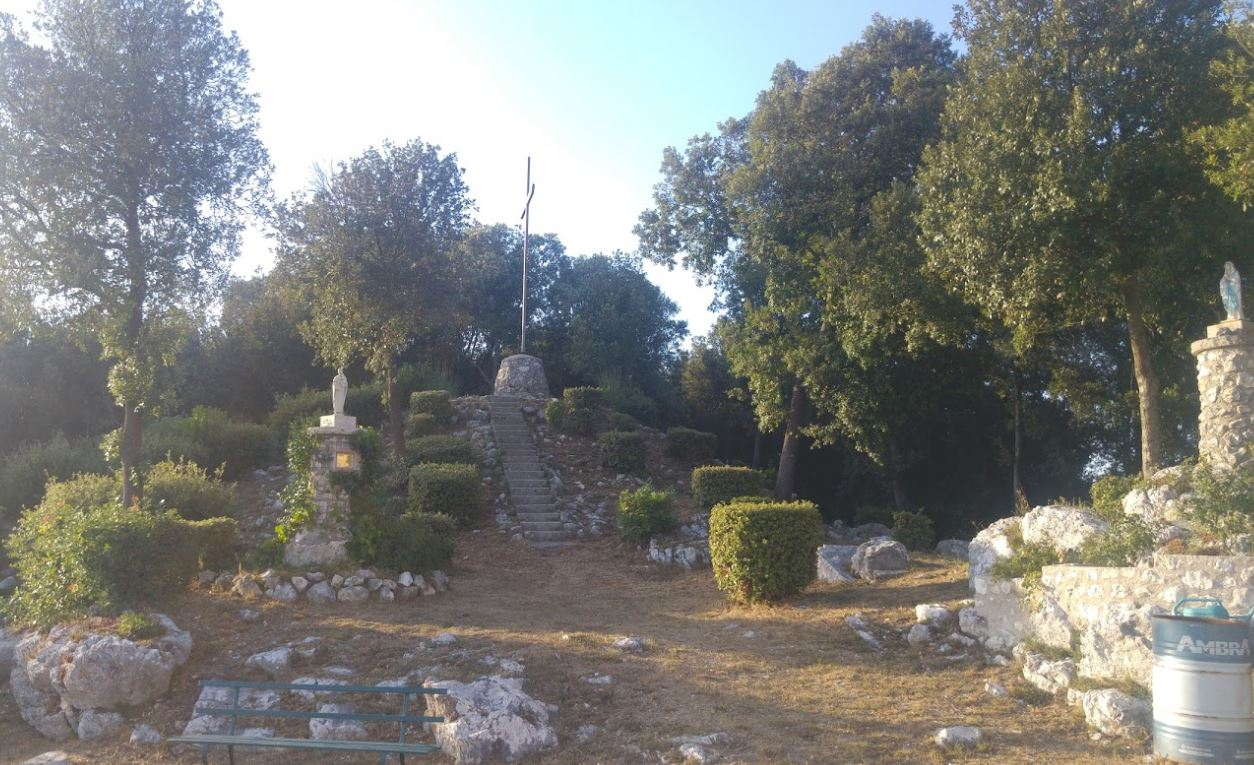
La croce di San Silvestro

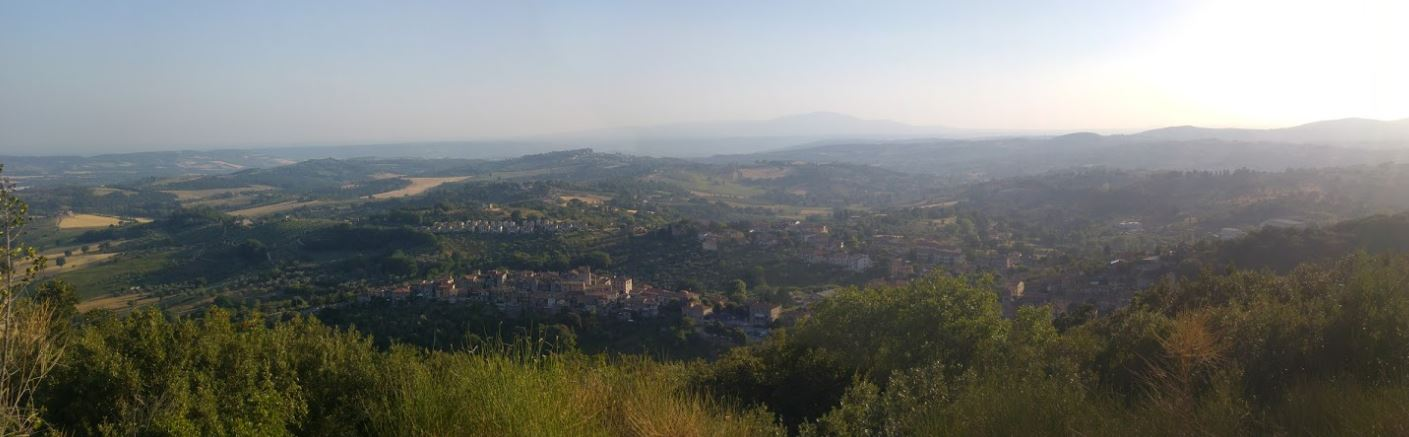
Punto panoramico sul castello di Fornole

### Architetture religiose
- La chiesa parrocchiale dedicata a san Pietro apostolo, in stile romanico, ha subito numerosi cambiamenti nel corso dei secoli, tuttavia sulla volta della navata è ancora possibile vedere un pregevole affresco della fine del 600 che raffigura il soggetto della Trinità. Nelle cappelle ai lati del transetto sono conservate due tele di un certo pregio rappresentanti l'Ultima cena (lato destro) e San Silvestro papa (lato sinistra). Nella navata ci sono le sculture intagliate in legno d'ulivo dall'artista locale Anzio Barbaccia nel 1985 che rappresentano San Francesco, S. Antonio Abate e la Pietà.
- La chiesa di San Silvestro, da cui prende il nome il monte che sovrasta Fornole, è l’edificio di culto appartiene ad una tipologia architettonica molto semplice, è un’aula a mono-nave coperta da un tetto a doppio spiovente e avente un’abside rivolta ad est. Nel XII secolo la chiesa fu interessata da un consistente intervento edilizio, che ha riportato alla luce indagini archeologiche, di alcune sepolture vicino all'aula di culto; la loro scoperta sembrerebbe testimoniare l’esistenza sul monte di un abitato, che tra il XIII ed il XIV secolo potrebbe essersi trasferito nel sito che  attualmente occupa il centro storico di Fornole, dando così origine a questo paese. Un altro indizio che testimonierebbe questo spostarsi più a valle si trova nello Statuto del Comune di Amelia, datato al 1330, infatti è come «castrum novum Fornolis», che si riferisce sicuramente ad un insediamento di recente costruzione.

### Architetture civili
- Il castello, di cui restano visibili tratti delle mura, sei torri e due porte d'accesso, conserva al suo interno la struttura originaria. Questa è evidente nella disposizione dei vicoli e nel loro allineamento, che riflette l'ideale del castrum romano con pianta rettangolare, caratterizzato da vie che si intersecano a formare un reticolo ortogonale.

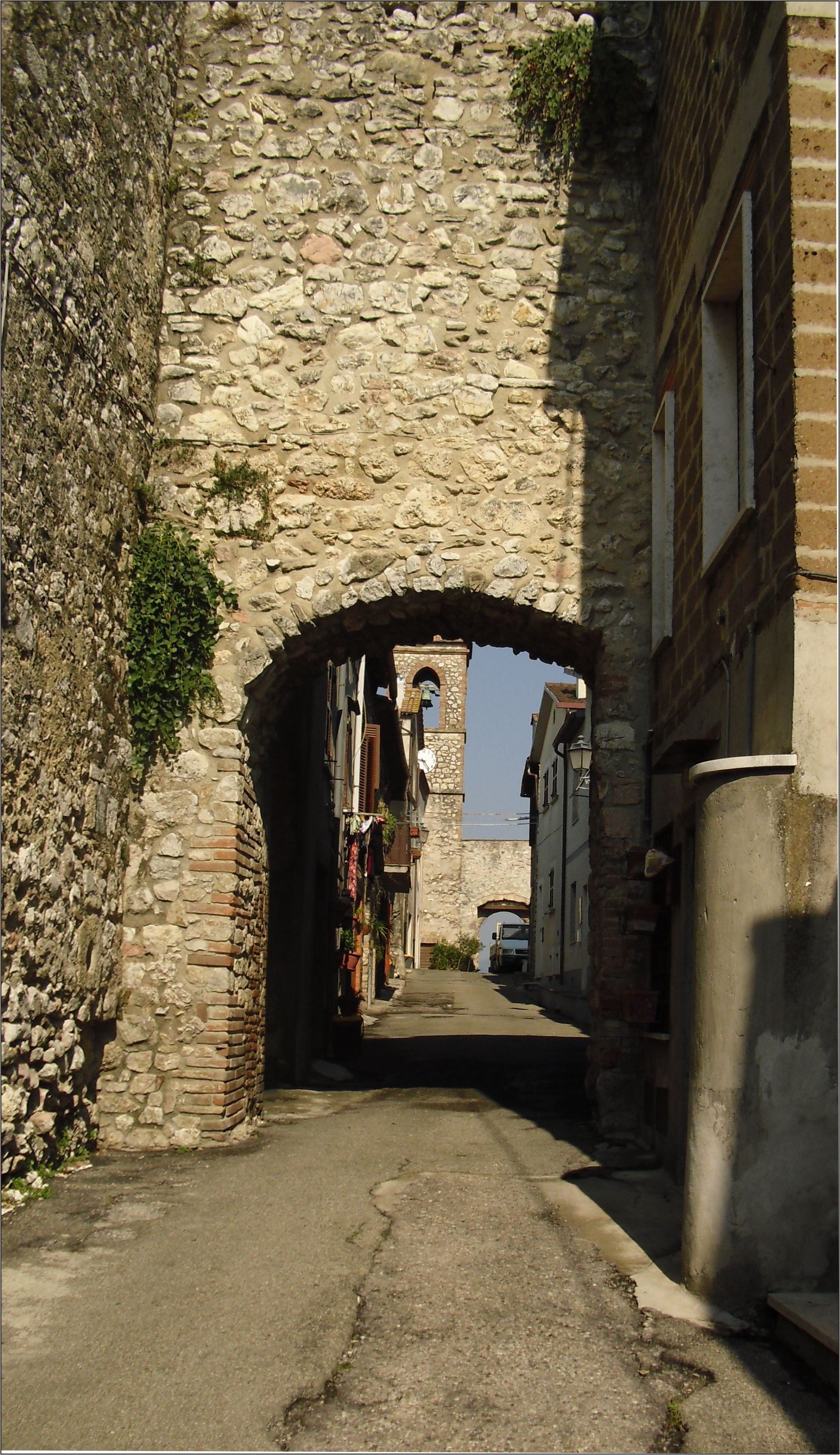
Porta sud

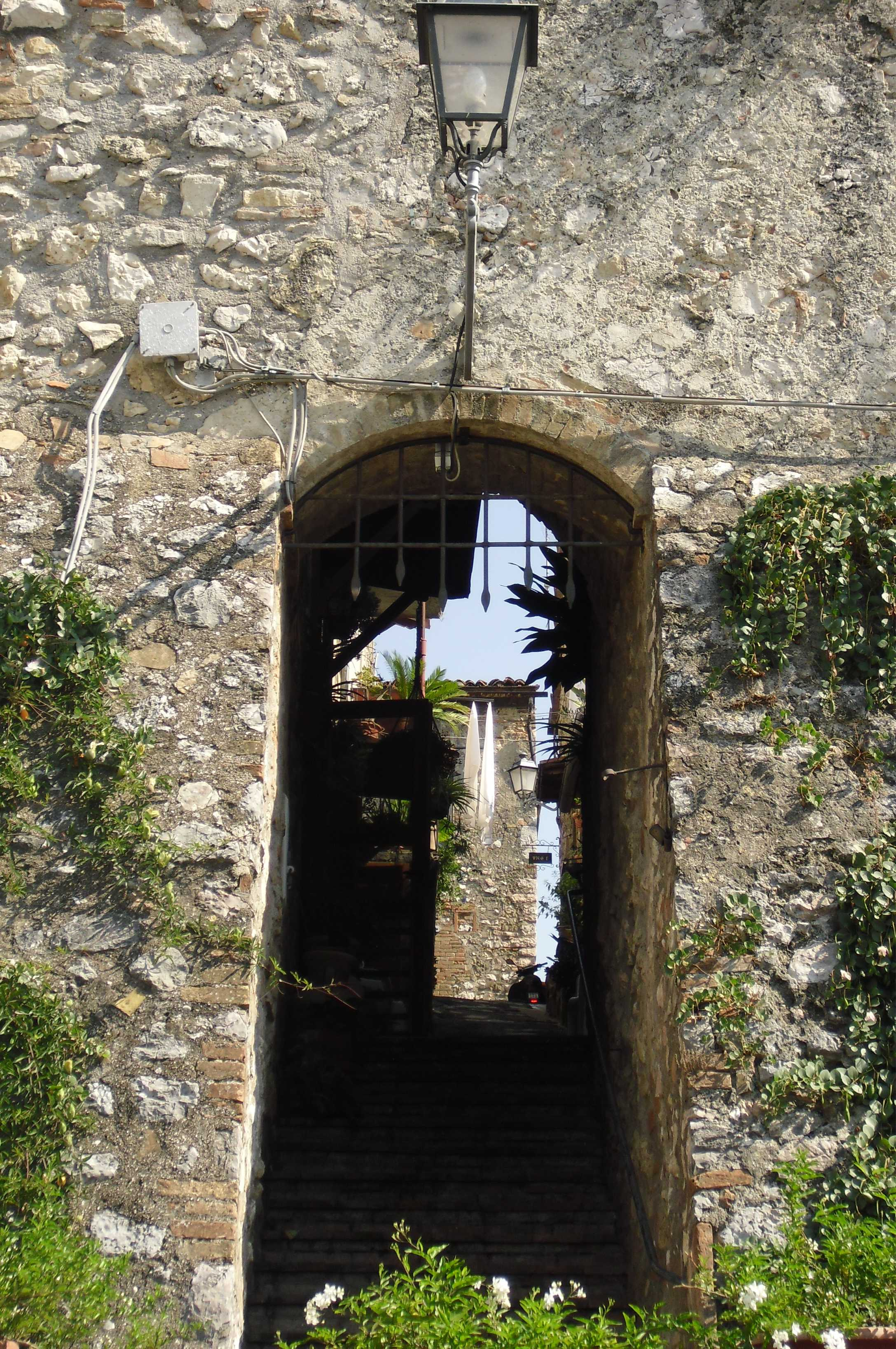
Vico l

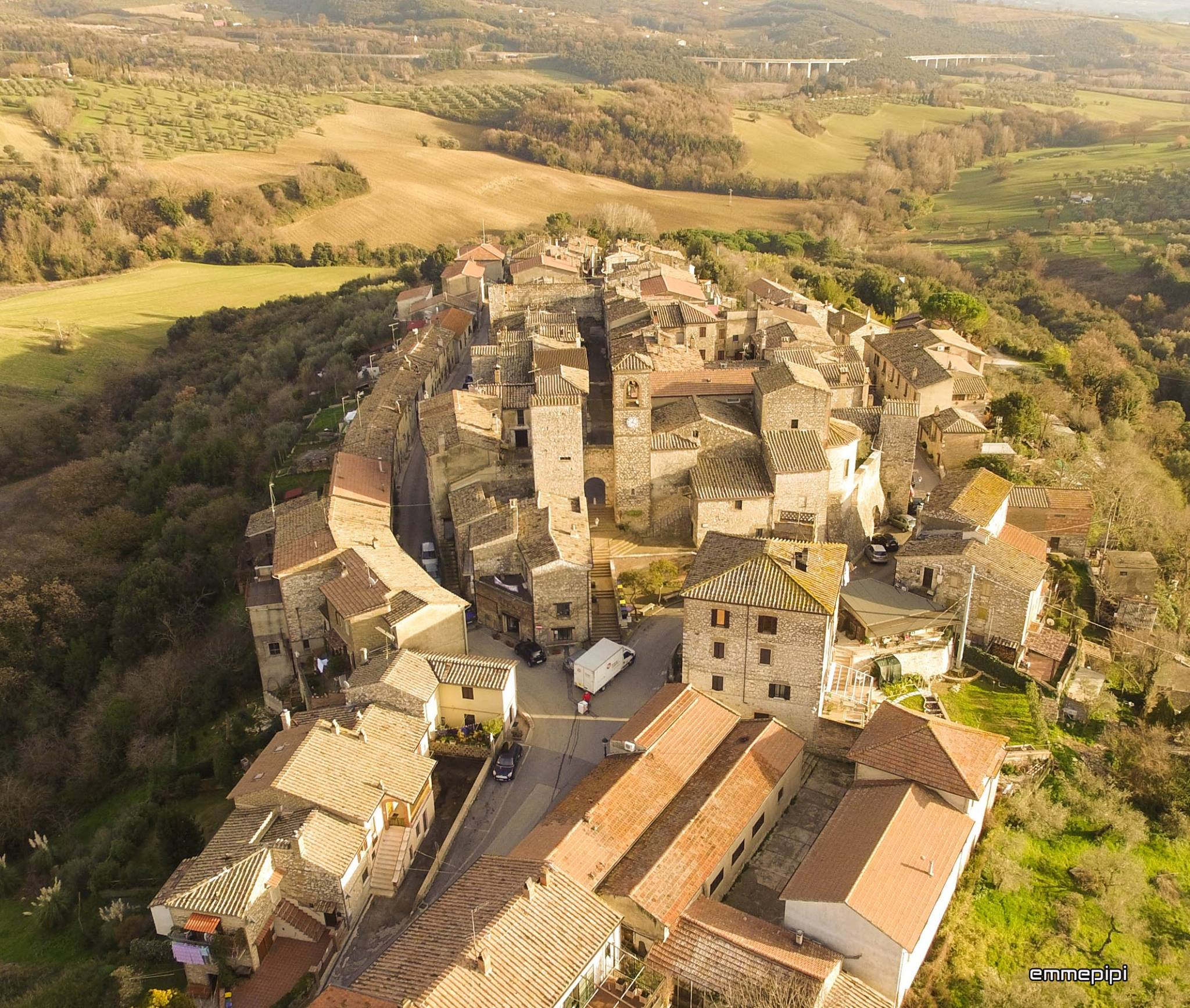
Veduta del centro storico

## Curiosità
▪Nel 1992, in occasione dell'elezione dei componenti del comitato comunale, a Fornole venne fatto il primo esperimento di voto elettronico di tutta Italia denominato "Easy vote".
▪Durante le elezioni politiche del 2006 Fornole è stata oggetto di cronaca nazionale per la decisione di un presidente di seggio di rimuovere la statua del crocifisso dell'aula contenente il seggio elettorale.

## Sport
Il ruzzolone è un gioco tipico che consiste nell'avvolgere uno spago intorno ad un disco di legni (ruzzolone) e quindi lanciarlo trattenendo un capo dello spago in modo da imprimergli una veloce rotazione. Lo scopo del gioco è di fare giungere il più lontano possibile il ruzzolone con un numero prefissato di lanci, oppure raggiungere un traguardo con il numero minore di lanci possibili.
L'A.S. Fornolese calcio milita nella 1ª categoria del girone C umbro.

### Impianti sportivi
- Stadio comunale "S. Silvestro"
- Piste per il ruzzolone
- Bocciodromo (parco S.Silvestro)
- Circuiti Ginnici (parco S.Silvestro)

### Associazioni sportive
- A.S. Fornolese (calcio) Sito dell'A.S. Fornolese
- A.S.D ruzzolone Fornole
- Fornolese Bike
- Bocciofila Fornole